# Myriopholis parkeri
Myriopholis parkeri là một loài rắn trong họ Leptotyphlopidae. Loài này được Broadley miêu tả khoa học đầu tiên năm 1999.